# シュルー
株式会社シュルー（SHREW）は、東京都渋谷区に所在する日本の芸能事務所である。

## 概要
1989年11月、神田良江（高樹良江）が、渋谷区恵比寿に事務所を構え微華（シュルーの前身）として個人のモデルマネージメント業務を始める。1991年4月19日に株式会社シュルーを設立。1992年10月、事務所を恵比寿より原宿へ移転した。1996年7月11日、資本金を1000万円に増資した。初期には東京コレクションなどのファッションショーなども制作、演出を手がける。モデル・タレントの育成を主としている。
CMをメイン活動にしているが、ドラマ・映画に出演するタレントも増えてきている。

## 所属者一覧
※2023年7月現在

### モデル・俳優
- 青山麻美
- あべまみ
- イマムラキョウカ
- 浮田恵梨子
- 佐々木敦子
- 武内おと
- 土屋舞
- 戸畑心
- みやべほの
- 南ユリカ

### モデル
- 蒼木まや
- 一ノ清まこと
- 伊藤望
- 岩碕七海
- 伊吹捺未
- 井村美咲
- 上田彩華
- 江上いずみ
- 遠藤七重
- 大河内ゆい
- 岡崎貴美
- 尾崎優子
- 神子佳子
- 川瀬南
- 工藤みか乃
- 鈴鹿あんり
- 越塚エリカ
- この葉
- さいとうさくら
- 下城愛
- 下道千晶
- 三枝れお
- 橘あいこ
- 田中佳奈
- 田中広子
- 田部井洋子
- 塚﨑ことみ
- 徳丸純子
- 中澤サマンサ
- 内藤ゆり奈
- 野村真由美
- 日向涼子
- 比良田朱里
- 文月
- 福山ゆうみ
- 船木恵
- 牧野愛
- 真仲ひかり
- 水木リサ
- 瑞穂
- 美座莉愛
- 二宮なゆみ
- 森桃子
- 山崎加津子
- 優季

### スペシャリスト
- 日向涼子/ロードバイク
- 西村由紀江/ピアノ
- 中澤サマンサ/健美食
- 水木リサ/アロマストーン
- 橋本洋子/ヨガ
- みやべほの/イラストレーション
- 下道千晶/藍染め

### 過去の所属者
- 葉月ひとみ
- 松林うらら
- 本田瞳
- 大石真央
- 野本かりあ
- なぎのりこ
- もりももこ

## 沿革
- 1989年11月 神田良江が、恵比寿に事務所を構え微華（シュルー(SHREW)の前身)として、個人のモデルマネージメント業務を始める
- 1990年4月19日 株式会社シュルーを設立し、モデル、タレントの育成を行う
- 1991年10月 事務所を、恵比寿より原宿へ移転
- 1993年2月 山崎加津子、メナード化粧品 他年間契約
- 1994年9月 旭化成キャンペーンガール 八木沢れいな
- 1995年5月 サントリーキャンペーンガール 白鳥智恵子
- 1995年11月 資本金を1,000万円に増資
- 1996年 トリンプインターナショナルキャンペーンガール 沢井夏月
- 1997年 東レキャンペーンガール 鷲見麻有
- 1999年 キリンキャンペーンガール 野島千佳
- 2000年 高橋理奈、資生堂・野村證券・スバル 他年間契約
- 2001年 奥田瑛二初監督作品「少女~an adolescent~」主演小沢まゆ

17ieme Festival Du Film Du Paris(パリ映画祭) グランプリ受賞 最優秀主演女優賞受賞
第7回モスクワ国際映画祭「Faces of love】最優秀主演女優賞受賞
第42回ギリシャ テッサロニキ国際映画祭 最優秀主演女優賞受賞
公共広告機構「チャイルドマザー」 鹿角久美子 （監督 犬童一心） 第41回’01 ACC賞 CMフェスティバル
- 2002年 旭化成「ラップ&ジップ」 菜木のり子 （監督 吉田大八） 第42回’02 ACC賞 CMフェスティバル入賞
- 2003年 光文社「FLASH」'03 CM契約社数ランキング  4位菜木のり子(9社)

「筋肉ミュージカル(マッスルミュージカル)」高星寿子、土屋舞 出演開始
萩原由紀 、近畿日本ツーリスト 他年間契約
- 2006年 「筋肉ミュージカル」ラスベガス公演

## 過去の主なファッションショー制作
- T.D.6.(サンドラ・ローズ、カール・ラガーフェルド演出担当）
- ROPE ファッションショー
- ワコール　ファッションショー
- カネボウスポーツウェア　ファッションショー
- テイジン・ピーターパン　スイムウェア　コレクション
- SAN-AI SWIMSUITS COLLECTION
- ビギーズ・スペシャル（ファッションショー）東京都主催